# Thelma Hopkins
Thelma Hopkins (* 16. März 1936 in Kingston upon Hull; † 10. Januar 2025) war eine britische Leichtathletin.

## Sportliche Laufbahn
Im Hochsprung hielt sie bis 1956 den Weltrekord der Frauen im Hochsprung mit 1,74 m. 1954 wurde sie Europameisterin. 1956 gewann sie bei den Olympischen Spielen in Melbourne die Silbermedaille, nachdem sie vier Jahre vorher Platz 4 belegt hatte.
Bei den British Empire and Commonwealth Games 1954 trat sie für Nordirland an. Sie gewann den Hochsprung mit 1,68 Meter und wurde im Weitsprung mit 5,84 Meter Zweite hinter Yvette Williams.